# Heinrich von Randow (Offizier)

Heinrich von Randow

Heinrich von Randow (* 13. August 1797 in Pitschen; † 12. August 1853 in Düsseldorf) war ein preußischer Oberst aus der briefadeligen Familie von Randow, die inzwischen im Mannesstamm erloschen ist.

## Leben

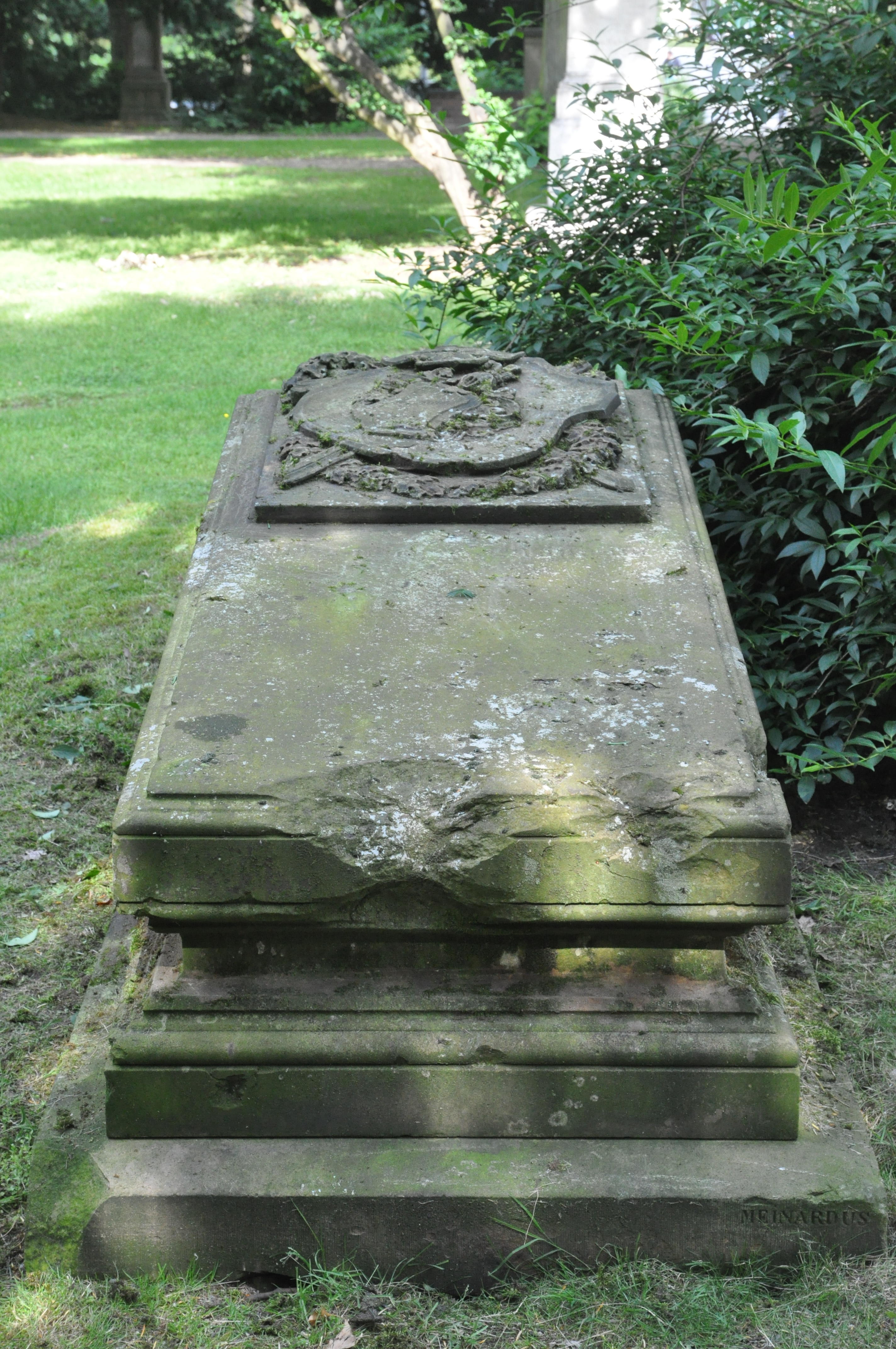
Der Grabstein auf dem Golzheimer Friedhof in Düsseldorf (2012)

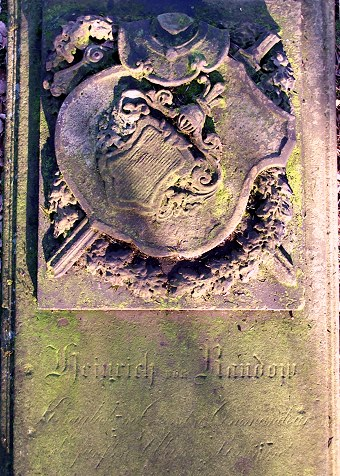
Grabstein des Heinrich von Randow (Friedhof Düsseldorf-Golzheim)

Randow war seit April 1815 Fähnrich im Schlesischen National-Husaren-Regiment und kam im Juni 1815 in das 7. Husaren-Regiment der Preußischen Armee. Dort avancierte er im Juni 1817 zum Sekondeleutnant. Ende März 1830 kam Randow als Adjutant zur 9. Division und wurde am 30. März 1831 Premierleutnant. Mit der Beförderung zum Rittmeister folgte vier Jahre später seine Versetzung in die Adjutantur und Ende Mai 1835 kam er zum Generalkommando des V. Armee-Korps. Mit Patent vom 7. April 1842 wurde er am 24. Juni 1842 zum Major befördert und am 24. Juni 1848 als etatmäßiger Stabsoffizier in das 1. Ulanen-Regiment versetzt.
Am 24. August 1848 wurde Randow zum Kommandeur des 5. Ulanen-Regiment ernannt, das er bis zu seinem Tode 1853 befehligte. In dieser Stellung stieg er bis 6. Dezember 1851 zum Oberst auf.
Randow verstarb unverheiratet und wurde auf dem Golzheimer Friedhof in Düsseldorf beerdigt.

## Internet
- Internetpräsenz der Familie v. Randow
- Wappen des Geschlechts Randow in Johann Siebmachers Wappenbuch

| Personendaten    | Personendaten        |
| ---------------- | -------------------- |
| NAME             | Randow, Heinrich von |
| KURZBESCHREIBUNG | preußischer Oberst   |
| GEBURTSDATUM     | 13. August 1797      |
| GEBURTSORT       | Pitschen             |
| STERBEDATUM      | 12. August 1853      |
| STERBEORT        | Düsseldorf           |